# Премия Гордона Белла
Премия Гордона Белла (англ. Gordon Bell Prize) — это ежегодно вручаемая премия за выдающиеся достижения в области высокопроизводительных вычислений. Учреждена американским инженером-электротехником и менеджером Гордоном Беллом в 1987 году; он же обеспечивает финансовую составляющую премии в $10 000 в год. Административную часть выполняет Ассоциация вычислительной техники.
Премия нацелена на поддержку и продвижение ведущих технологий высокопроизводительных вычислений, преимущественно используемых в науке и технике. Кроме основной премии, комитет премии Белла может также присудить дополнительный приз за достижения в смежных областях — например, за высокую ценовую эффективность или за использование необычных технологий.
- 2008 — Премия за производительность присуждена сотрудникам Окриджской национальной лаборатории и компании Cray, Inc. за работу «Новый алгоритм достижения устойчивой производительности в более 400 TFlop/s в моделировании выскотемпературной сверхпроводимости»[K 1]. Достигнута производительность 400 TFlops.
Специальная премия за алгоритмическую инновацию присуждена сотрудникам Национальной лаборатории имени Лоуренса в Беркли за работу «Линейно масштабирующиеся вычисления электронных структур методом „разделяй и властвуй“ для наноструктур из тысячи атомов»[K 2][2].
- 2011 — Премия за производительность присуждена сотрудникам компании Fujitsu, института Riken и Университета Цукубы за работу «Первопринципные вычисления электронных состояний кремниевых нанопроводов из 100 000 атомов на суперкомпьютере K computer»[K 3]. Достигнута производительность 3 PetaFlops[3].
- 2012 — Премию присудили японским астрофизикам и информатикам за вычисление эволюции Вселенной с устойчивой производительностью алгоритма в 4,5 PetaFlop/s.[4]
- 2013 — Исследование кавитации.[5]
- 2014 - коллективу американских учёных за работы по производительности
- 2015 - международному (США, Италия, Греция) коллективу за работы по масштабируемости
- 2016 - коллектив китайских учёных
- 2017 - коллектив китайский учёных

## Комментарии
1. ↑  New Algorithm to Enable 400+ TFlop/s Sustained Performance in Simulations of Disorder Effects in High-Tc. (англ.) // Proceeding SC '08 Proceedings of the 2008 ACM/IEEE conference on Supercomputing. — Piscataway, NJ, USA: IEEE Press, 2008. — ISBN 978-1-4244-2835-9.
2. ↑  Linearly scaling 3D fragment method for large-scale electronic structure calculations // Proceeding SC '08 Proceedings of the 2008 ACM/IEEE conference on Supercomputing. — NJ, USA: IEEE Press Piscataway, 2008. — ISBN 978-1-4244-2835-9.
3. ↑  First-principles calculations of electron states of a silicon nanowire with 100,000 atoms on the K computer // Proceeding SC '11 Proceedings of 2011 International Conference for High Performance Computing, Networking, Storage and Analysis. — New York, NY, USA: ACM, 2011. — ISBN 978-1-4503-0771-0. — doi:10.1145/2063384.2063386. Архивировано 5 декабря 2019 года.